# ケノーラ

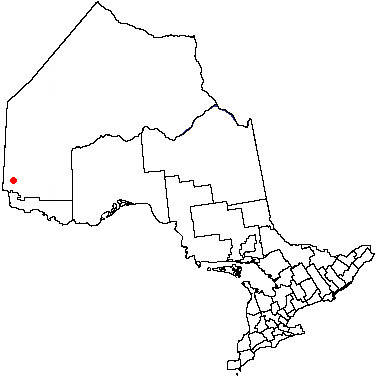
位置

ケノーラ（英：Kenora）は、 カナダオンタリオ州北西部の都市である。マニトバ州との州境に近く、ウィニペグから東へ200kmほどのところに位置する。ウッズ湖（ボワ湖、Lake of the Woods）の畔に位置し、人口1万5,838人（2001年統計）。オンタリオ州内ではあるが、西経90度より西に位置しマニトバ州と同じく中部標準時（CST）を採用している。また、この都市にはケノーラ地区の行政府がおかれている。

## 歴史

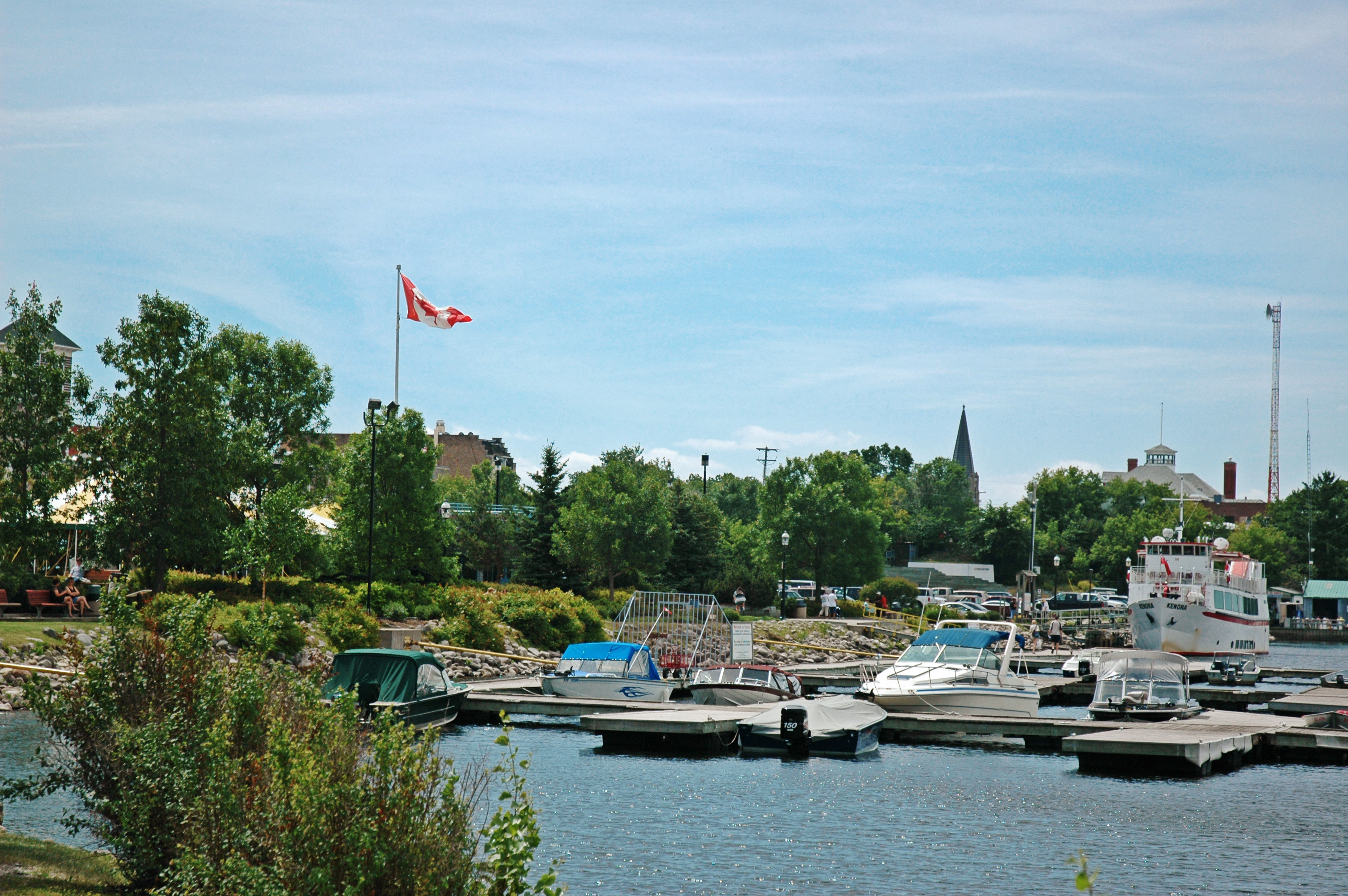
ケノーラ市（2006）

ケノーラは当初、ラット・ポーテージ（Rat Portage）と呼ばれ、貿易と布教の町として入植が始まった。町に建てられた最初の建物はハドソン湾会社の所有。町はキャビアの生産や金鉱、製粉、林業、鉄道によって大きく発展し、今の姿となった。
ケノーラは1836年、毛皮の交易所としてハドソン湾会社によって町が開かれ、1880年代にカナダ太平洋鉄道が開通したことにより町は発展をとげる。2000年には、ジャフレイ・メリック（Jaffray Melick）やキーウェティン（Keewatin）などの周辺の都市を合併し市政となる。
ケノーラの名は、ラット・ポーテージの隣町キーウェティンとノーマン（Norman）とを合併した際、頭文字の2文字（KEewatin、NOrman、RAt Portage）を取ってケノーラ（Kenora）となったことに由来する。

## 経済
林業と観光業、鉱業が3大産業として同エリアの経済を支えている。春から夏のシーズン、たくさんの滞在客が訪れるため人口は平常時の2倍に膨れあがる。ウッズ湖を始めとして小さな湖が点在するこのエリアにはコテージがたくさんあり、夏の避暑地として広く知られている。多くの訪問客はマニトバ州から来ている。
また、製紙業界北米8位（世界20位）のアビティビ・コンソリデイティッド社（The Abitibi Consolidated paper mill）が2005年12月に工場を閉鎖したが、他の林業や観光業は今も主な雇用先として健在である。

## 交通
- ケノーラ空港（Kenora Airport、IATA空港コード：YQK、ICAO空港コード：CYQK）

## 備考

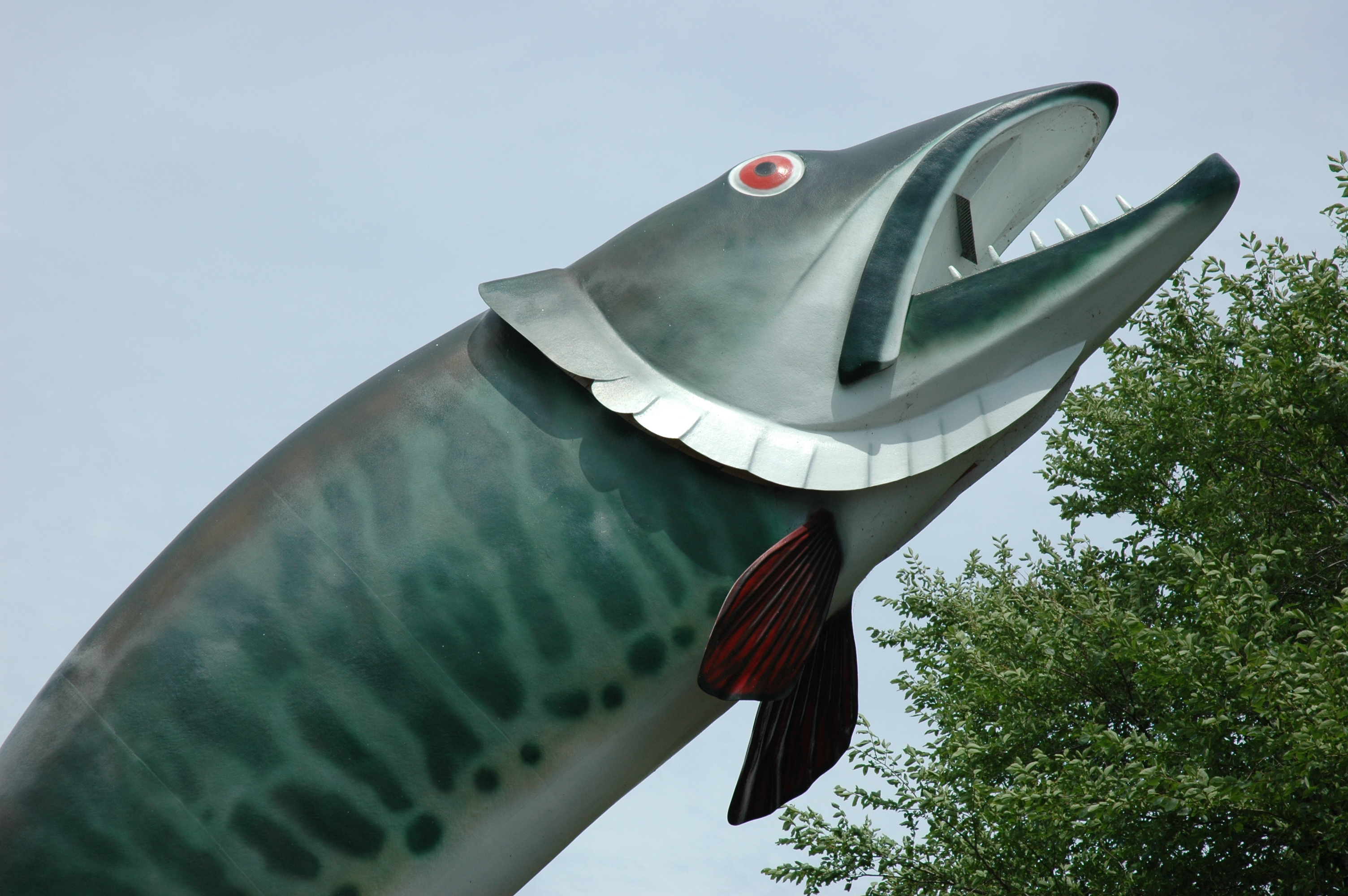
Husky the Musky

- 高さ12.2m（40feet）、重さ2.5t の「ハスキー・ザ・マスキー（Husky the Musky）」と呼ばれる魚の像がある。

- 近年、ケノーラ市はオンタリオ州政府からの行政サービスが十分に受けられていないと不信感を持つ市民もあり、現市長を始めオンタリオ州から離脱し隣のマニトバ州へ編入されることを望む市民もいる[1]。